# Heinrich Santmann
Heinrich Santmann, auch Sandtmann und ähnliche Namensformen (* Oktober 1586 in Lübeck; † 23. Juli 1639 ebenda) war ein deutscher evangelisch-lutherischer Geistlicher und Chronist.

## Leben
Santmann war vermutlich verwandt mit dem Hamburger Stadtphysicus Nicolaus Santmann. Er besuchte das Katharineum zu Lübeck und studierte ab 1603 Evangelische Theologie an der Universität Rostock und später an der Brandenburgischen Universität Frankfurt. Hier wurde er 1609 zum Dr. phil promoviert, unter anderem mit einer Abhandlung über den Ursprung der Stadt Lübeck. Seine Dissertation widmete er Bürgermeister Alexander Lüneburg, dem Juristen Augustin Kockert (1550–1620, Vater von Jacob Kockert) und dem Arzt Heinrich Kampferbach, seinem Onkel.
1612 wurde er zum Prediger an St. Aegidien in Lübeck berufen.

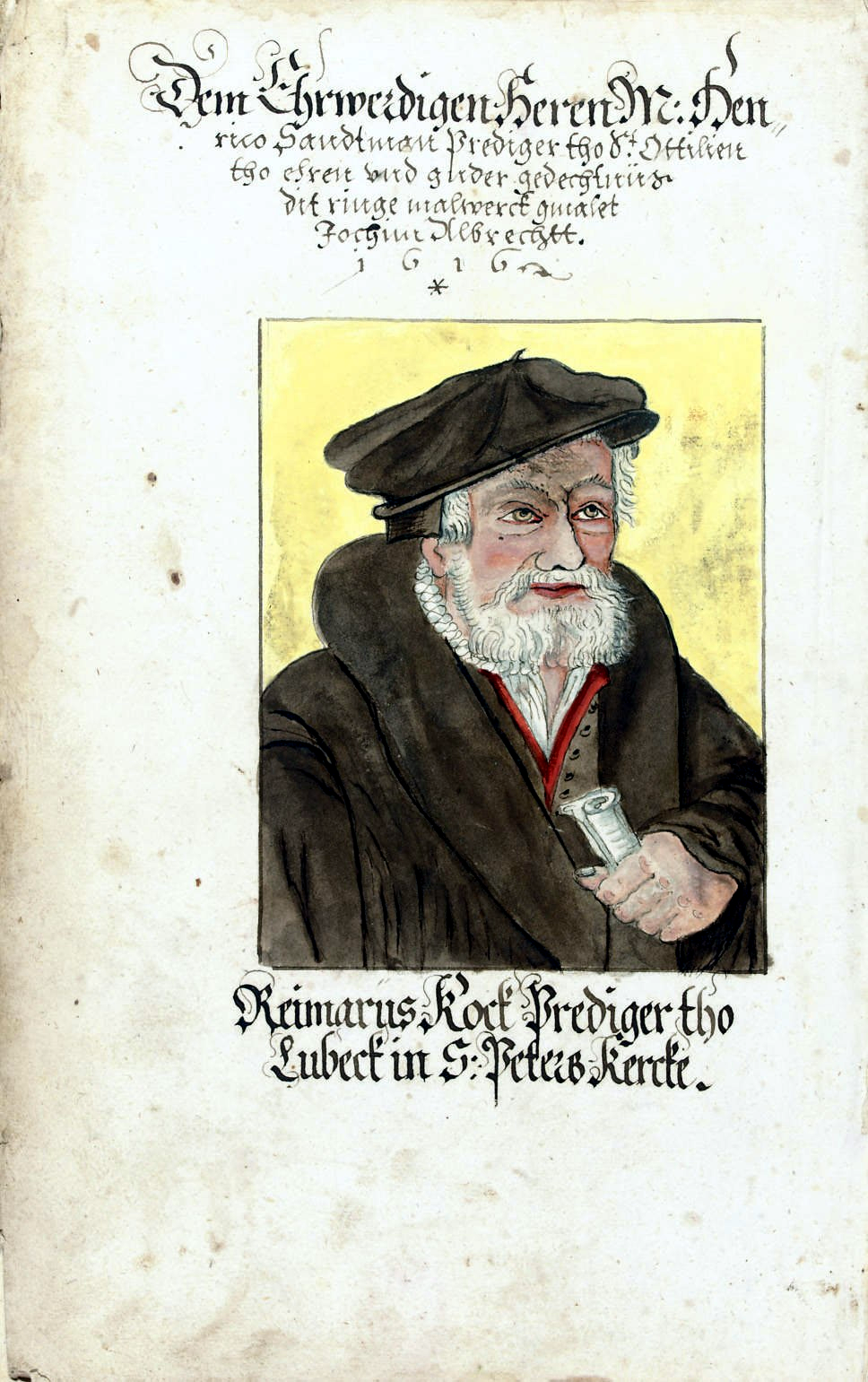
Bildnis Reimar Kocks aus der Abschrift der Cronica für Santmann 1616

1616 erhielt er von Jochim Albrecht eine für ihn gefertigte Abschrift von Reimar Kocks Cronica Der Käyserliken Stadt Lübeck in drei Bänden. Der Schreiber Hans Flaßkamp hatte nach einer Notiz auf dem Vorsatz am 8. Mai 1616 mit der Abschrift begonnen. 1624 ließ Santmann sie in zwei Bänden binden und schenkte diese 1635 mit einer längeren lateinischen Widmung seinem Verwandten und Gönner, dem Bürgermeister Johann Kampferbeke. Im März 1797 waren noch beide Bände erhalten und wurden vom Landsteuer-Sekretär August Gotthilf Taube (* 1753) in Bautzen im Kaiserlich privilegirten Reichs-Anzeiger zum Verkauf angeboten, wobei der zweite als durch Moder schadhaft und nicht an allen Stellen lesbar beschrieben wurde. Heute ist vermutlich nur noch der erste Band erhalten, der 2009 bei Christie’s versteigert wurde und sich heute in der Stadtbibliothek Lübeck befindet.
Am 24. April 1616 trug sich Santmann in Hamburg in das Album amicorum des Lukas Holste ein.
Zusammen mit den anderen an der Gründung Lübecker Stadtbibliothek beteiligten Pastoren, Mitgliedern des Rates und Lehrern des Katharineums findet sich sein Name und Wappen am 1619 geschaffenen umlaufenden Fries der Regale im heutigen Scharbausaal.
An Santmann erinnert sein Porträt in der Ägidienkirche, das 1894 von Johannes Nöhring restauriert wurde.
Seine Söhne Johannes und Michael Santmann wurden gemeinsam im Oktober 1643 an der Universität Rostock immatrikuliert. Johannes war 1667 Pastor in Seedorf im Herzogtum Sachsen-Lauenburg. Michael wurde Prediger an St. Annen in Lübeck.

## Werke
- Triga Orationum Panegyricarum Heinrici Santmanni Lubecensis, in artibus Magistri & S.S. Theol. Candidati : Quarum I. didaskalikē De salutifera Salvatoris nostri Iesu Christi in carnatione ... recitata fuit. II. epideiktikē De Fundatione & incrementis inclutae Lubecae. III. symbuleutikē Utrum eruditio an vero morum integritas in officiis mandandis potius spectanda veniat, pro summo in Philosophia gradu. Francofurti Marchionum: Hartmannus 1609
- Jehovae Sacrum Prognosticon Mosaicum Das ist/ Ein Herrlicher/ Unwandelbahrer/ Ewigwehrender/ und Nutzbarlicher Geistlicher KirchenCalender, Jauch, Lübeck 1614

Digitalisat, Herzog August Bibliothek (Vorbesitzer: Martin Funk)
- Bußglöcklein/ Oder Trewhertzige Bußpredigten von dreyen unterschiedlichen Landstraffen/ die jetzt in vollem schwange gehen: I. Thewrung und Hungersnoth. II. Krieg und Blutvergiessen. III. Pestilentz und Sterbensläufften ... Lübeck: Jauch 1628
- Victrix Fati Pietas: Bild- und Feldgleichnuß wider die Hertzfressende Melancholey und Schwermuth/ ex Esaia cap. 40. v. 6.7.8. Lübeck: Schmalhertz 1629